# Sortławki
Sortławki (niem. Sortlack) – wieś w Polsce położona w województwie warmińsko-mazurskim, w powiecie bartoszyckim, w gminie Bartoszyce. W latach 1975–1998 miejscowość administracyjnie należała do województwa olsztyńskiego.
Wieś wymieniana w dokumentach już w 1374 r., jako wieś pruska o nazwie Sodelauken.
W 1935 r. do szkoły w Sortławkach uczęszczało 57 uczniów. W szkole pracował jeden nauczyciel. W 1939 r. we wsi mieszkało 121 osób.
W 1978 r. we wsi było 11 gospodarstw rolnych, uprawiających 154 ha ziemi rolnej. We wsi znajdował się punkt biblioteczny i boisko sportowe. W 1983 r. Sortławki miały zwartą zabudowę, składającą się z 11 domów, w których mieszkało 48 osób.